# Prosciutto di Bassiano
Il prosciutto di Bassiano è una varietà di prosciutto crudo italiano tradizionale prodotto a Bassiano, comune posto sui Monti Lepini in provincia di Latina.
Caratterizzato da un sapore particolarmente salato e leggermente affumicato, il prosciutto di Bassiano è stato incluso dalla Regione Lazio nell'elenco dei prodotti agroalimentari tradizionali laziali.

## Storia
La tradizione dei salumi nella città di Bassiano è nota da molto tempo, date le caratteristiche fisiche del suo territorio che consentono la stagionatura in particolari condizioni naturali. I venti freddi di tramontana provenienti dai Monti Lepini si scontrano infatti con il clima umido dell'agro pontino, generando correnti d'aria continue: tale situazione assicura le condizioni ideali per la stagionatura.
Il prosciutto di Bassiano viene ancora preparato in casa dalle famiglie rurali nei mesi invernali, sebbene a partire dagli anni 1960 si è andata affermando la produzione industriale, che ha consentito di far conoscere ed apprezzare il prosciutto di Bassiano anche in altre zone.
Il prodotto viene celebrato durante la tradizionale sagra del prosciutto, organizzata a Bassiano nell'ultima domenica di luglio.

## Preparazione
La coscia del maiale, con un peso medio superiore ai 13 kg, viene rifilata a punta di coltello dalla cotenna fino al gambo, lasciando così scoperta un'ampia porzione.
In seguito, la carne viene bagnata con un miscuglio di vino bianco locale, aglio e pepe e poi sottoposta ad una doppia salatura manuale. Dopo un semestre, il prosciutto viene lavato, sottoposto alla "sugnatura" (ovvero viene spalmato di sugna, sale e peperoncino) e appeso per la prima stagionatura; l'operazione viene ripetuta una seconda volta verso il decimo mese, per poi procedere alla seconda stagionatura. Infine, avviene il lavaggio con getto d'acqua e da una breve affumicatura (o "stufatura") in un apposito locale riscaldato con legna di faggio. Segue infine una stagionatura molto lunga di ulteriori 12-13 mesi. L'intero processo di lavorazione dura così tra i 17 e 18 mesi, a seconda delle condizioni microclimatiche.
Il prodotto finale, del peso di circa 8–10 kg a stagionatura ultimata, è caratterizzato da una particolare forma, con un colore rosso intenso ed uno spiccato sapore salato.